# Scooby Doo! Великие тайны мира
«Scooby Doo! Великие тайны мира» — дитячо-підлітковий журнал про пригоди героїв мультсеріалу «Scooby Doo» в різних країнах світу, зокрема - біля визначних та відомих місць цих країн, пам'яток культури та історії. Видається італійською компанією «De Agostini». Російською мовою публікувався з 2006 року і повторно з 2012 до 2014 року. У випусках 2012—2014 років незначно змінений дизайн. В комплект до кожного номеру журналу входив набір карток «Scooby Doo: Классная коллекция карточек», а до деяких перших випусків також колекційна фігурка у формі собаки Скубі, гелева ручка, металевий бокс у формі «Фургончика тайн» з мультсеріалу для зберігання карток з колекції, картонна папка для зберігання журналів та набір наліпок.

## Опис
У кожному номері герої команди «Scooby Doo» стають учасниками пригоди, що відбувається навколо відомої пам'ятки культури та історії якоїсь країни (наприклад: у першому номері це пригода в Єгипті, навколо піраміди Хеопса). Журнал містить комікс, головоломки і сторінки з енциклопедичної інформацією, вони об'єднані у певний сценарій пригоди. Кожен журнал містить 22 сторінки.

### Рубрики
- Комікс
- Карта досліджуваної країни
- Сторінка Велми — розповідь про пам'ятки
- Клуб Фреда — головоломки
- Історія Шегги — сторінка про історичну подію
- Шкатулка задачок від Скубі — завдання і рецепт страви їхньої кухні досліджуваної країни
- Цікаві факти від Велми — факти з історії та культури досліджуваної країни
- Головоломка від Шегги — настільна гра
- З блокнота Дафни — факти з сучасності досліджуваної країни
- Клуб команди Скубі — малюнки від читачів і таємне слово номера

## Список номерів
Scooby Doo № 1 «Єгипет. Велика Піраміда»
Scooby Doo № 2 «Китай. Заборонене місто»
Scooby Doo № 3 «Австралія. Улуру»
Scooby Doo № 4 «Індія. Тадж-Махал»
Scooby Doo № 5 «Шотландія. Лох-Несс»
Scooby Doo № 6 «Італія. Колізей»
Scooby Doo № 7 «США. Великий каньйон»
Scooby Doo № 8 «Франція. Собор Паризької Богоматері»
Scooby Doo № 9 «Мексика. Місто ацтеків»
Scooby Doo № 10 «Греція. Акрополь»
Scooby Doo № 11 «Румунія. Трансільванія»
Scooby Doo № 12 «Австралія. Кубер-Педі»
Scooby Doo № 13 «Португалія. Башта Белем»
Scooby Doo № 14 «Таїланд. Храм смарагдового Будди»
Scooby Doo № 15 «Бразилія. Амазонка»
Scooby Doo № 16 «Північна Ірландія. Мостова гігантів»
Scooby Doo № 17 «Кенія. Содові озера»
Scooby Doo № 18 «Швейцарія. Маттерхорн»
Scooby Doo № 19 «Південна Африка. Національний парк Крюгера»
Scooby Doo № 20 «США. Форт Нокс»
Scooby Doo № 21 «Туреччина. Руїни трої»
Scooby Doo № 22 «Нова Зеландія. Тасманський льодовик»
Scooby Doo № 23 «Гібралтар»
Scooby Doo № 24 «Мадагаскар. Амбохіманга»
Scooby Doo № 25 «М'янма. Пагода Шведагон»
Scooby Doo № 26 «Чилі. Острів Великодня»
Scooby Doo № 27 «Франція. Ейфелева вежа»
Scooby Doo № 28 «Південна Африка. Алмазні шахти»
Scooby Doo № 29 «Йорданія. Петра»
Scooby Doo № 30 «Австралія. Великий Бар'єрний риф»
Scooby Doo № 31 «Німеччина. Вормс»
Scooby Doo № 32 «Папуа — Нова Гвінея. Будинок духів»
Scooby Doo № 33 «Росія. Транссибірська магістраль»
Scooby Doo № 34 «Іран. Персеполь»
Scooby Doo № 35 «Еквадор. Галапагоські острови»
Scooby Doo № 36 «Сирія. Замок лицарів»
Scooby Doo № 37 «Англія. Стоунхендж»
Scooby Doo № 38 «Японія. Токіо»
Scooby Doo № 39 «Словаччина. Замок Орава»
Scooby Doo № 40 «Бразилія. Гора Цукрова голова»
Scooby Doo № 41 «Німеччина. Замок Нойшванштайн»
Scooby Doo № 42 «Танзанія. Серенгеті»
Scooby Doo № 43 «Австралія. Сідней»
Scooby Doo № 44 «Італія. Помпеї»
Scooby Doo № 45 «Намібія. Берег скелетів»
Scooby Doo № 46 «Перу. Мачу-Пікчу»
Scooby Doo № 47 «Іспанія. Альгамбра»
Scooby Doo спеціальний новорічний випуск «Фінляндія. Лапландія»
Scooby Doo № 48 «США. Космічний центр Кеннеді»
Scooby Doo № 49 «Шотландія. Единбурзький замок»
Scooby Doo № 50 «Непал. Гора Еверест»
Scooby Doo № 51 «Англія. Ущелина Чеддер»
Scooby Doo № 52 «Іспанія. Барселона»
Scooby Doo № 53 «Китай. Велика стіна»
Scooby Doo № 54 «Мальта. Катакомби»
Scooby Doo № 55 «Острів Різдва. Краби на пляжі»
Scooby Doo № 56 «Північна Африка. Пустеля Сахара»
Scooby Doo № 57 «Англія. Лондонський Тауер»
Scooby Doo № 58 «Борнео. Гора Кінабалу»
Scooby Doo № 59 «Гренландія. Королівство льоду»
Scooby Doo № 60 «Замбія. Водоспад Вікторія»
Scooby Doo № 61 «Індія. Золотий храм»
Scooby Doo № 62 «Австралія. Ботанічна затока»
Scooby Doo № 63 «Гаїті. Храми вуду»
Scooby Doo № 64 «Ізраїль. Мертве море»
Scooby Doo № 65 «Італія. Міст зітхань»
Scooby Doo № 66 «Тибет. Простори Чангтана»
Scooby Doo № 67 «Японія. Гарячі джерела»
Scooby Doo № 68 «Мексика. Чичен-Ітца»
Scooby Doo № 69 «Танзанія. Гора Кіліманджаро»
Scooby Doo № 70 «Туреччина. Печери Каппадокії»
Scooby Doo № 71 «США. Статуя Свободи»
Scooby Doo № 72 «Фіджі. Набутаутау»
Scooby Doo № 73 «Камбоджа. Анкгор-Ват»
Scooby Doo № 74 «Єгипет. Долина царів»
Scooby Doo № 75 «Канада. Ніагарський водоспад»
Scooby Doo № 76 «Туніс. Форт Хаммамет»
Scooby Doo № 77 «Філіппіни. Шоколадні пагорби»
Scooby Doo № 78 «Антарктика. Дослідницька станція»
Scooby Doo № 79 «США. Гаваї»
Scooby Doo № 80 «Болівія. Озеро Титікака»
Scooby Doo № 81 «Тибет. Палац Поталу»
Scooby Doo № 82 «Нова Зеландія. Річка Вайкато»
Scooby Doo № 83 «Англія. Замок Тінтагель»
Scooby Doo № 84 «Польща. Біловезька пуща»
Scooby Doo № 85 «Ірландія. Замок Бларні»
Scooby Doo № 86 «Індонезія. Кракатау»
Scooby Doo № 87 «Росія. Московський Кремль»
Scooby Doo № 88 «Єгипет. Сфінкс»
Scooby Doo № 89 «Швеція. Алес Стенар»
Scooby Doo № 90 «Кенія. Масаї-Мара»
Scooby Doo № 91 «Аргентина. Льодовик Періто Морено»
Scooby Doo № 92 «Греція. Кносс»
Scooby Doo № 93 «Австралія. Пустеля Піннаклз»
Scooby Doo № 94 «Малайзія. Башти Петронас»
Scooby Doo № 95 «США. Йосемітський національний парк»
Scooby Doo № 96 «Чеська Республіка. Празький Град»
Scooby Doo № 97 «Пакистан. К2»
Scooby Doo № 98 «Англія. Вал Адріана»
Scooby Doo № 99 «Нігерія. Священний гай»
Scooby Doo № 100 «Великий тур із привидами!»

## Картки

Упаковка карток «Скуби Ду: Классная коллекция карточек». (2012)

До кожного журналу додається 8 карток «Скубі-Ду», використовуючи які можна грати в ігри, правила яких описані в журналах, на сторінках «Карточные игры со Скуби». До кожного третього номера додається картка-головоломка «Шегги» для гри. Набір карток 2006 року був упакований в сріблясту фольговану плівку. У повторному випуску 2012 року упаковка була кольоровою. Кожен набір містить 8 карток з колекції, упакованих у випадковому порядку.
Усього колекція містить 350 карток (з яких 85 «рідкісних» та «дуже рідкісних»): 240 карток «команда» та «монстр», 60 карток «ух ты!», 46 карток «предмет» та 4 картки «разоблачение».